# Marathon van Osaka 2000
De marathon van Osaka 2000 werd gelopen op zondag 30 januari 2000. Het was de negentiende editie van deze marathon. Alleen vrouwelijke elitelopers mochten aan de wedstrijd deelnemen.
De Roemeense Lidia Şimon won voor de derde maal op rij de wedstrijd. Ditmaal ging ze met een tijd van 2:22.54 slechts twee seconden eerder over de finish dan de Japanse Harumi Hiroyama.

## Uitslagen
| rang   | naam             | land | tijd    |
| ------ | ---------------- | ---- | ------- |
| Goud   | Lidia Şimon      | ROU  | 2:22.54 |
| Zilver | Harumi Hiroyama  | JPN  | 2:22.56 |
| Brons  | Esther Wanjiru   | KEN  | 2:23.31 |
| 4      | Elfenesh Alemu   | ETH  | 2:24.47 |
| 5      | Kayoko Obata     | JPN  | 2:25.14 |
| 6      | Tomoe Abe        | JPN  | 2:28.01 |
| 7      | Noriko Geji      | JPN  | 2:29.23 |
| 8      | Sonja Oberem     | GER  | 2:31.03 |
| 9      | Yuko Arimori     | JPN  | 2:31.22 |
| 10     | Susan Hobson     | AUS  | 2:32.37 |
| 11     | Azumi Miyazaki   | JPN  | 2:33.00 |
| 12     | Ayumi Noshita    | JPN  | 2:33.52 |
| 13     | Kaori Yamauchi   | JPN  | 2:34.38 |
| 14     | Tami Yada        | JPN  | 2:35.18 |
| 15     | Michiyo Ando     | JPN  | 2:35.46 |
| 16     | Kaoru Yamada     | JPN  | 2:39.21 |
| 17     | Maki Nakagawa    | JPN  | 2:39.45 |
| 18     | Nobuko Ueki      | JPN  | 2:41.23 |
| 19     | Makiko Hotta     | JPN  | 2:41.29 |
| 20     | Hiromi Takahashi | JPN  | 2:43.38 |
| 21     | Yoshimi Hoshino  | JPN  | 2:44.43 |
| 22     | Yoko Shima       | JPN  | 2:44.46 |
| 23     | Tomoko Sugano    | JPN  | 2:45.03 |
| 24     | Emi Fujimoto     | JPN  | 2:46.41 |
| 25     | Kayoko Nomura    | JPN  | 2:46.43 |

1982 ·
1983 ·
1984 ·
1985 ·
1986 ·
1987 ·
1988 ·
1989 ·
1990 ·
1991 ·
1992 ·
1993 ·
1994 ·
1995 ·
1996 ·
1997 ·
1998 ·
1999 ·
2000 ·
2001 ·
2002 ·
2003 ·
2004 ·
2005 ·
2006 ·
2007 ·
2008 ·
2009 ·
2010 ·
2011 · 
2012 ·
2013 ·
2014 ·
2015 ·
2016 ·
2017